# Liebfrauenkapelle (Crailsheim)

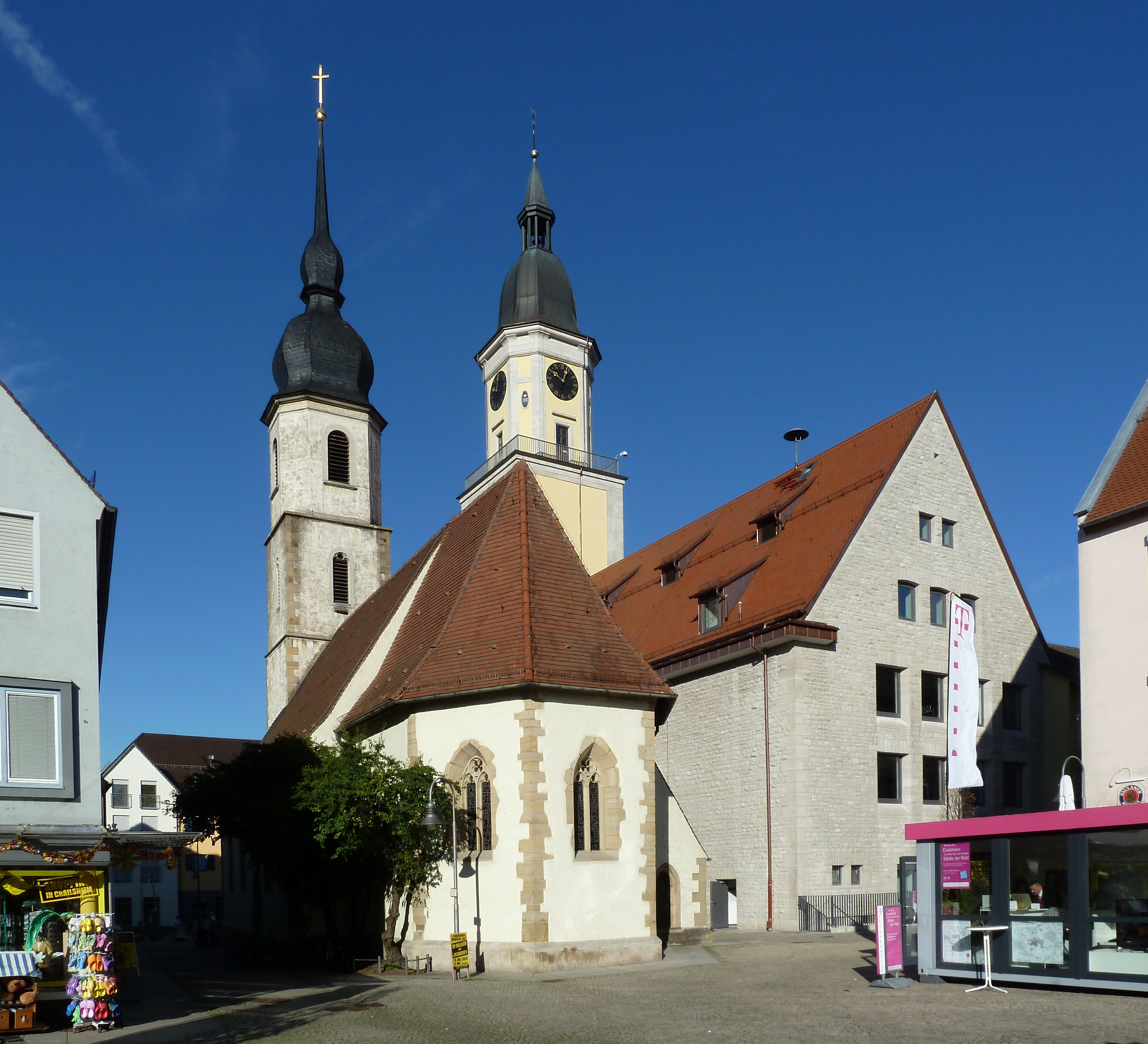
Liebfrauenkapelle in Crailsheim, rechts daneben das Rathaus

Die evangelische Liebfrauenkapelle steht in Crailsheim, einer Stadt im Landkreis Schwäbisch Hall in Baden-Württemberg unmittelbar neben dem Rathaus der Stadt. Das Bauwerk ist beim Landesamt für Denkmalpflege Baden-Württemberg als Baudenkmal eingetragen. Die Kirchengemeinde gehört zum Kirchenbezirk Crailsheim-Blaufelden in der Evangelischen Landeskirche in Württemberg.

## Beschreibung
Die 1393 geweihte Saalkirche besteht aus einem Langhaus mit fünf Jochen, einem eingezogenen, dreiseitig geschlossenen Chor im Osten und einem 1477 gebauten Fassadenturm im Westen, der 1728 mit einem Geschoss mit abgeschrägten Ecken aufgestockt wurde, der den Glockenstuhl beherbergt, und der mit einer Zwiebelhaube bedeckt wurde, die von einer Laterne gekrönt wird.

## Orgel
Die Orgel wurde 1957 als Opus 5 von Richard Rensch nach Plänen von Helmut Bornefeld und Walter Supper erbaut. Sie umfasst 16 Register auf zwei Manualen und Pedal. Eine Überholung durch die Erbauerfirma erfolgte 2004.
| Ⅰ Hauptwerk |                  |       |  |
| 01.         | Schwegel         | 8′    |  |
| 02.         | Principal        | 4′    |  |
| 03.         | Rohrquintade     | 4′    |  |
| 04.         | Sesquialtera Ⅰ–Ⅱ | 1 ⁄3′ |  |
| 05.         | Mixtur Ⅳ–Ⅴ       | 1 ⁄3′ |  |
|             | Tremulant        |       |  |

| Ⅱ Brustwerk (schwellbar) |                       |             |  |
| 06.                      | Stillgedeckt          | 8′          |  |
| 07.                      | Rohrflöte             | 4′          |  |
| 08.                      | Italienisch Principal | 2′          |  |
| 09.                      | Gemsnasard            | 1 ⁄3′       |  |
| 10.                      | Zimbel Ⅱ              | 1⁄3′ + 1⁄4′ |  |
| 11.                      | Dulcian               | 8′          |  |
|                          | Tremulant             |             |  |

| Pedal |                    |            |  |
| 12.   | Subbaß             | 16′        |  |
| 13.   | Prinzipal          | 8′         |  |
| 14.   | Hohlflöte          | 4′         |  |
| 15.   | Rauschpfeife Ⅱ     | 2′ + 1 ⁄3′ |  |
| 16.   | Liebliche Trompete | 8′         |  |

Koppeln: Ⅱ/Ⅰ, Ⅰ/P, Ⅱ/P